# Botrychium reuteri
Botrychium reuteri là một loài dương xỉ trong họ Ophioglossaceae. Loài này được Payot mô tả khoa học đầu tiên năm 1860.
Danh pháp khoa học của loài này chưa được làm sáng tỏ. 